# Branchipodopsis simplex
Branchipodopsis simplex är en kräftdjursart som beskrevs av Barnard 1924. Branchipodopsis simplex ingår i släktet Branchipodopsis och familjen Branchipodidae. Inga underarter finns listade.